# Adolfo Antonio Olivo
Adolfo Antonio Olivo (Puerto Cabello, Carabobo, Venezuela, 23 de septiembre de 1831- Paso Real del Arauca, San Juan de Payara, San Juan de Payara, Apure, Venezuela, 7 de enero de 1872), llamado erróneamente en algunas fuentes modernas Adolfo Antonio Olivo López, fue un jefe militar venezolano que combatió en el bando conservador durante la Guerra Federal (1859-1863) y lideró la resistencia armada contra el régimen liberal de Antonio Guzmán Blanco tras la Revolución de Abril (1870-1872).

## Orígenes familiares, primeros años y juventud
Adolfo Antonio Olivo nació en Puerto Cabello el 23 de septiembre de 1831. Fue uno de los numerosos hijos de José Bernardo Olivo y de Juliana Moreno, naturales de esa ciudad. Sus padres estuvieron entre los venezolanos que se exiliaron en la isla de Saint Thomas tras la caída de la Segunda República en 1814. De allí volvieron a Venezuela a mediados de 1822, cuando el ejército independentista tenía asegurado el control de la mayor parte del país. En un primer momento se establecieron en el puerto de La Guaira, junto con otros exiliados venezolanos retornados, pero a mediados de 1824 se encontraban de vuelta en Puerto Cabello, donde José Bernardo Olivo, ocupó el cargo de regidor municipal en 1828.
Uno de los tíos de Adolfo Antonio, Lázaro Olivo, es recordado por haber participado, junto con Santos Michelena, en la partida de jóvenes jinetes que llevaron al General José Félix Ribas las instrucciones del Libertador Simón Bolívar, a través de las filas enemigas, en la víspera de la Batalla de la Victoria en febrero de 1814.
Tras quedar huérfano de padre siendo aún niño, su madre, Juliana Moreno, contrajo nuevas nupcias en agosto de 1839 con Vicente López en la localidad de Naguanagua, próxima a Valencia. Éste era también viudo y padre de Hermógenes López, futuro Presidente de Venezuela. Sin ser parientes de sangre, Olivo y Hermógenes López mantuvieron siempre una relación fraternal aun cuando las circunstancias los situarían en bandos opuestos durante los conflictos civiles que asolaron Venezuela en el transcurso de sus vidas adultas.
En una reyerta durante un baile en Naguanagua en 1851, Olivo, entonces de 20 años, recibió un machetazo que le cortó parte de la nariz, razón por la cual se le conoció desde entonces con el apodo de "El Chingo". El historiador Francisco González Guinán (1841-1932), afirma que tanto Olivo como su hermanastro Hermógenes López participaron desde jóvenes en política y que militaron en el Partido Liberal durante las presidencias alternativas de José Tadeo Monagas y José Gregorio Monagas, período conocido en la historia de Venezuela como El Monagato (1851-1858).

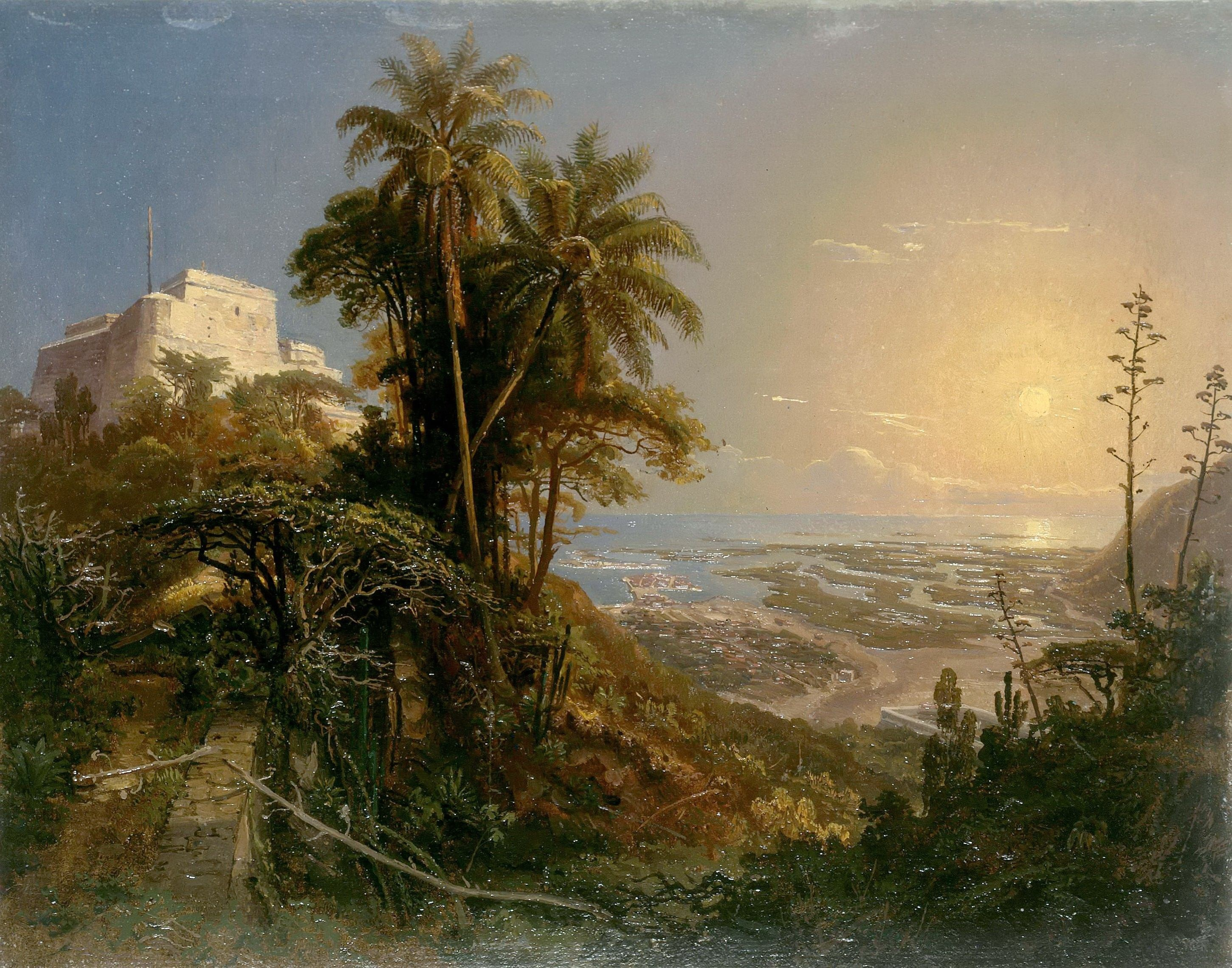
Vista del fortín Solano en Puerto Cabello (1843)

## Participación en la Guerra Federal
Tras la Revolución de Marzo y el final del Monagato en 1858, y ante el fracaso por parte del presidente Julián Castro en el intento de conciliar los intereses de liberales y conservadores, en febrero de 1859 estalla la Guerra Federal. Según el historiador y político liberal González Guinán, que aunque parcial es la principal fuente de que se dispone sobre la vida de Olivo, al inicio del conflicto Olivo estaba decidido a unirse a la causa liberal y, por ese motivo, hacia mediados de 1859 se puso en camino a la ciudad de Morón para unirse al ejército "federalista" rebelde que dirigía allí el General Gabriel Guevara. Pero antes de llegar a su destino se enteró de que un dominicano de nombre Antonio Ruiz, líder de una partida de malhechores que actuaba bajo la bandera federalista, había asesinado a su hermano Rafael en la playa de Quizandal en Puerto Cabello. El asesino huyó y fue acogido por las fuerzas del General Guevara en Morón. Olivo "tras una profunda reflexión" cambió entonces de idea y se dirigió resueltamente de vuelta a Valencia, donde se presentó al comandante de armas del ejército de la República, General Pedro Estanislao Ramos, a quien dijo:
«Vengo a poner a la disposición de usted mis servicios, con el principal propósito de vengar la sangre de mi inocente hermano».
Olivo se incorporó entonces al ejército gubernamental con los arreos de comandante y participó a finales de 1859 en la campaña de Puerto Cabello, dirigiendo uno de los tres cuerpos que debían atacar de forma combinada, y por rutas diferentes, al General Guevara en Morón. La ciudad fue finalmente tomada los primeros días de enero de 1860. Poco después, en ese mismo mes, Olivo derrotó a las tropas del general rebelde Justo Rufino Lugo en Yaracuy y a finales de año participó en una nueva campaña sobre las costas de Puerto Cabello. Ésta culminó con el triunfo de las tropas del gobierno, la liberación de Puerto Cabello y la captura del general federalista Gabriel Guevara, que fue conducido prisionero a Valencia.

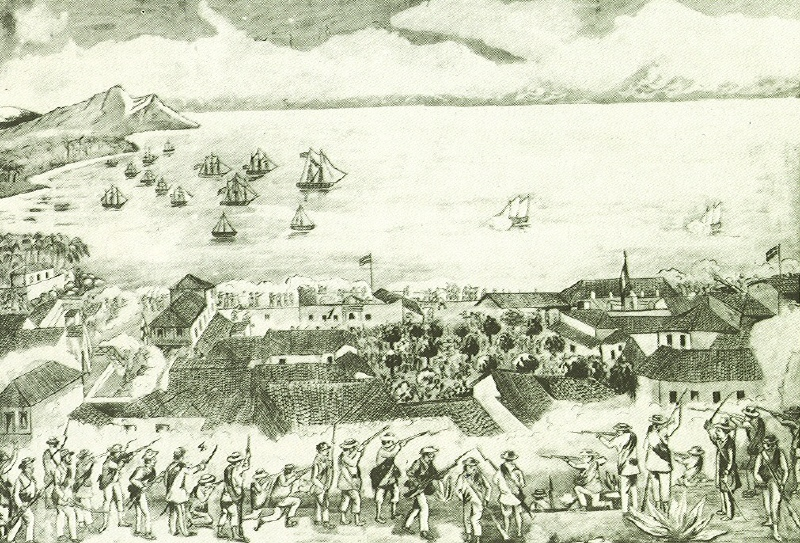
Combates en Maiquetía en los inicios de la Guerra Federal, 2 de septiembre de 1859

El 8 de marzo de 1861, se produjo en Valencia una sublevación de militares partidarios de la causa federal que fue sofocada al día siguiente por los comandantes Félix María Moreno y Adolfo Antonio Olivo, quienes desde sus respectivas bases en San Joaquín y Tocuyito acudieron a la llamada de auxilio del General Ramos, jefe del Ejército del Centro, estacionado en Valencia. Entre los rebeldes hechos prisioneros por el ejército gubernamental se encontraba el Comandante Diego Beluche, amigo personal de Olivo. Éste, mediante una heroica intervención, impidió que una soldadesca fuera de control matara a Beluche. El 31 agosto de ese mismo año, el Comandante Olivo entró en Caracas al frente de una columna, sumándose así a las fuerzas del General Ramos y del Coronel Echezuría, que apoyaban la designación de José Antonio Páez como dictador, hecho que finalmente se produce el 10 de septiembre de 1861.

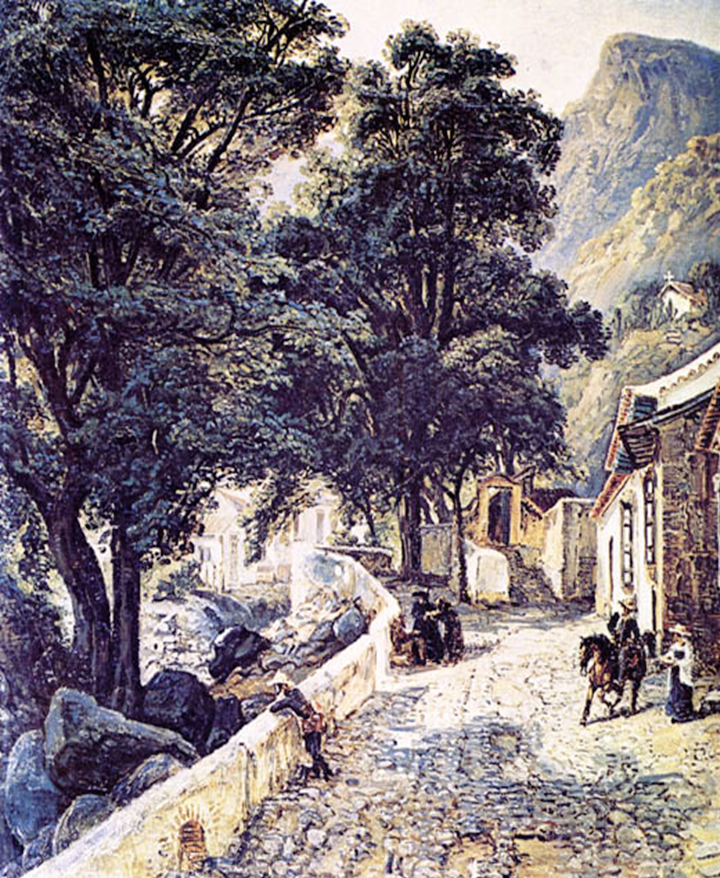
La Guaira

En mayo de 1862, se encomendó a Olivo que dirigiera, como jefe de operaciones, una expedición hacia los cantones de Bejuma, Montalbán y Nirgua, y en agosto se le envía a auxiliar a las fuerzas sitiadas por los federales en la ciudad de San Felipe. Los federales abandonaron el sitio al tener noticias de la llegada de Olivo. Sin embargo, el 21 de octubre de 1862, estando aún Olivo como jefe militar de Nirgua, se produjo una importante derrota de las fuerzas gubernamentales en Quebrada Seca, cerca de Valencia. Olivo es llamado a Valencia para proteger la ciudad, que resiste y no es tomada por los federalistas. Pero a finales del año 1862 la situación de las fuerzas rebeldes era claramente de ventaja en casi todo el país y el 23 de abril del año siguiente se firmó el Tratado de Coche, que puso fin formalmente a la guerra.

## Resistencia de los militares conservadores
No obstante, Olivo y otros oficiales del derrotado ejército centralista se reúnen a principios de junio de 1863 en el Castillo de Puerto Cabello para rechazar el tratado. A Olivo se le encomienda entonces una audaz misión. Parte de Puerto Cabello con 300 hombres de tropa a bordo del vapor Venezuela de la armada nacional con dirección al puerto de La Guaira, donde desembarcan por sorpresa el 8 de junio al grito de "abajo los tratados". Tras tomar todas las armas y municiones que había en las fortalezas y en los cuarteles y hacerse con los fondos existentes en la aduana, emprende con sus hombres la vuelta a Puerto Cabello. Allí, el 26 de julio, la junta de oficiales, de la que Olivo formaba parte con el rango de Coronel, designa a León Febres Cordero general en jefe del autodenominado Ejército Libertador.
La ciudad es, sin embargo, sitiada por el ejército del nuevo gobierno federal y las fuerzas de la resistencia finalmente abandonan la plaza en la noche del 7 de octubre, haciéndose a la mar en los vapores Venezuela y Orinoco. El Orinoco sufre una avería y tiene que dirigirse a Curazao, pero el Venezuela, tras un largo periplo llega finalmente a Ciudad Bolívar el 26 de octubre con 50 jefes y oficiales, incluido Olivo, y 80 soldados. Pero ante la falta de los apoyos esperados en Guayana, el General Febres Cordero, el Coronel Olivo y otros oficiales emprenden finalmente el camino del exilio hacia la isla de Trinidad a bordo de la goleta Esplendor.

## Participación en la Revolución Azul

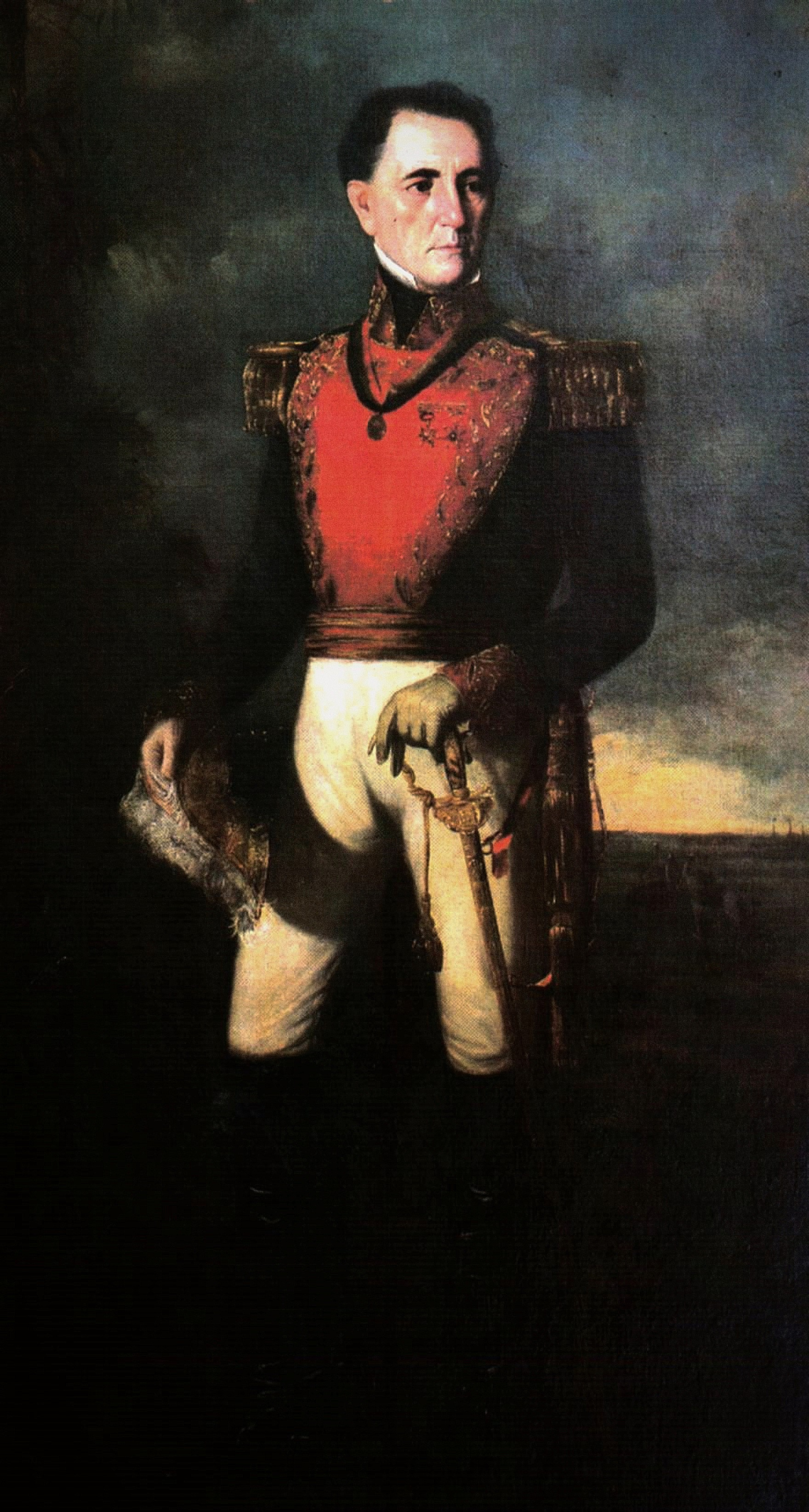
Retrato de José Tadeo Monagas por Martín Tovar y Tovar

Vencidos los últimos focos de resistencia conservadora, y consolidado el general federalista Juan Crisostomo Falcón en la presidencia de la República, en marzo de 1864 se aprueba una nueva Constitución y el 23 de mayo de ese mismo año se decreta una amnistía general. Adolfo Antonio Olivo al parecer regresa entonces del exilio y establece un comercio en Maracay, ciudad donde en diciembre de 1861, todavía en plena Guerra Federal, había contraído matrimonio con una joven de nombre Laura Jordán.
Pero hacia finales de 1867 era evidente que el país, bajo la administración de Juan Crisóstomo Falcón, se encontraba sumido en una debacle política y administrativa, con lo que se multiplicaban los focos de insurrección En esas circunstancias el expresidente José Tadeo Monagas encabeza en la parte oriental del país un levantamiento que se conocería como la Revolución Azul y al que se suma Adolfo Antonio Olivo. El General Monagas ocupa Caracas el 28 de junio de 1868 y a finales de julio reorganiza su ejército nombrando Jefe del Estado Mayor al General Luis Level de Goda y poniendo al ya para entonces General Adolfo Antonio Olivo al frente de uno de los cuerpos de tropa. A principios de agosto, Level de Goda, Olivo y otros generales salen de Valencia al mando de 3.500 hombres para sofocar la resistencia al nuevo gobierno organizada por el General Manuel Ezequiel Bruzual en Puerto Cabello. La ciudad es tomada con escasas pérdidas por el Ejército Azul el 7 de agosto de 1868.
Tras la muerte de José Tadeo Monagas en noviembre de 1868, antes de poder haber sido elegido mediante votación popular presidente de la República, crece la inestabilidad política en Venezuela y a lo largo del año 1869 el gobierno provisional de José Ruperto Monagas tendría que combatir continuos focos de rebelión. A principios de septiembre de ese año el General Olivo sitia Barcelona, que estaba ocupada por fuerzas rebeldes, y recupera la ciudad el día 6. Olivo es nombrado entonces Comandante en Jefe de las fuerzas nacionales en Cumaná, y tras negociar con los generales enemigos José Eusebio Acosta, José Loreto Arismendi, Manuel Morales y Nicolas Coraspe consigue someter por completo la resistencia en la zona oriental del país Pero en el resto del país la situación continuaba siendo de completa anarquía, lo cual es aprovechado por fuerzas liberales lideradas por Antonio Guzmán Blanco para realizar, procedentes de la isla de Curazao, un desembarco en las costas de Coro el 14 de febrero de 1870 e iniciar un levantamiento que se conocería como la Revolución de Abril. Los insurgentes logran ocupar Caracas el 27 de abril de ese año y hacerse con el poder. Tras la victoria, se inicia el largo mandato de Antonio Guzmán Blanco, periodo conocido como el Liberalismo Amarillo.

## Resistencia al régimen de Guzmán Blanco

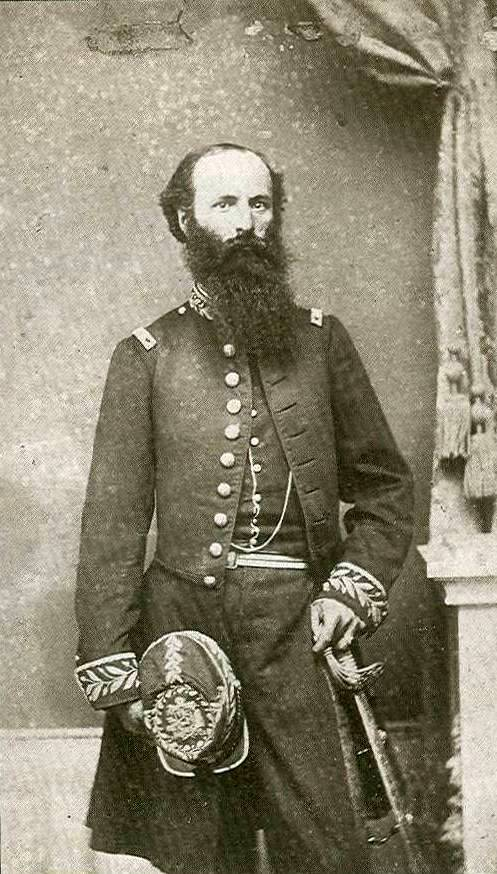
Antonio Guzmán Blanco joven

En el nuevo gobierno de Antonio Guzmán Blanco, Olivo y otros militares azules se declaran en rebelión. Olivo, quien se convierte entonces en jefe de la resistencia en el oriente del país, logra a finales de octubre de 1870 hacerse fuerte en la ciudad de Maturín. A partir de ese momento, la resistencia en toda la región adquiere grandes proporciones. A finales de noviembre el General Olivo, firma una proclama en Maturín, que circuló por todos los pueblos del oriente de Venezuela, en la cual se proclama como Comandante en Jefe de los Ejércitos de Oriente, anima a establecer la armonía y afirma que muchos liberales notables estaban en su filas, mientras que en las contrarias aparecían no pocos conservadores. Sintetizaba su programa así: «el venezolano libre con todas las garantías propias de la dignidad humana, y la Federación bien entendida como forma de Gobierno»; diciendo finalmente que luchaba infatigable por el triunfo del orden y de la moral.
Alarmado el presidente Guzmán Blanco ante la amenaza que representaba Olivo, le ordena en enero de 1871 al General José Ignacio Pulido que emprenda desde Barcelona una campaña contra el cuartel de los azules en Maturín. El día 22 de enero, Pulido llega a la ciudad, que es abandonada por Olivo, pero éste vuelve a ocuparla en julio del mismo año. Desde allí, a finales de agosto Olivo envía al General José Miguel Barreto a Ciudad Bolívar para comunicarle al presidente de Guayana, Juan Bautista Dalla Costa, que tenía intenciones de establecer su cuartel general en esa ciudad. Ante la resistencia de éste, la ciudad es ocupada por las armas y el General Olivo arriba a Ciudad Bolívar el 30 de septiembre. La posesión de esta plaza se esperaba que tuviese una gran importancia estratégica para las fuerzas azules al brindarles el dominio del río Orinoco y, con ello, un vasto campo de operaciones, así como la capacidad de recibir recursos desde la isla de Trinidad. Olivo lo entiende así y además concibe un plan muy preciso que ya había probado su efectividad en otros conflictos civiles en Venezuela: concentrar todas las fuerzas dispersas en un solo cuerpo con el objeto de enfrentarse al ejército del Gobierno. El punto elegido por Olivo para la concentración es la ciudad de San Fernando de Apure, a donde se dirige con sus fuerzas el 19 de octubre. La plaza cae a su llegada cuatro o cinco días después, sin apenas ofrecer resistencia.

## Batalla de Apure y muerte del General Olivo
Ocupada San Fernando, la siguiente fase del plan de Olivo consistiría en buscar el apoyo de los insurrectos de Oriente y Occidente para proceder a lanzar un ataque avasallante hacia el centro del país a través de los Llanos y así rodear a Guzmán Blanco. Éste, sin embargo, en lugar de esperar ser atacado, decide tomar la iniciativa, y colocándose al mando del ejército abandona Caracas el 15 de noviembre de 1871 para emprender la Campaña de Apure. El 14 de diciembre llega a Camaguán, no lejos de San Fernando de Apure. Allí permanece hasta el 29 de diciembre, cuando el ejército gubernamental se desplaza a la boca del Caño Guariapo, cerca de la confluencia entre los ríos Portuguesa y Apure. Olivo, a quien se había unido el General Manuel Herrera, había logrado reunir unos 2.500 hombres, mientras que el ejército de Guzmán Blanco ascendía a 6.000.

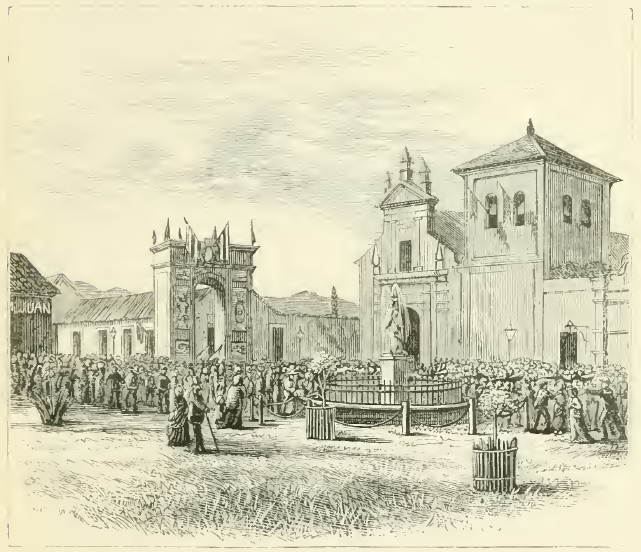
Arco triunfal levantado en la Plaza de San Pablo para celebrar la victoria de la Batalla de Apure

Mediante una inteligente maniobra, el 5 de enero de 1872 Guzmán Blanco logra distraer las fuerzas de Olivo haciéndole pensar que intentaría un ataque frontal sobre San Fernando, aproximándose desde la margen izquierda del río Portuguesa. Pero al día siguiente, una parte importante del ejército gubernamental, al mando de Joaquín Crespo, que en la madrugada del día 5 había cruzado sigilosamente el río Apure por una zona de aguas bajas conocida como Caño Amarillo, toma la ciudad por la retaguardia. Las fuerzas de Olivo y Herrera, sorprendidas, deciden retirarse hacia el sur, buscando los pasos del río Arauca. Crespo les persigue y les da alcance el 7 de enero en San Juan de Payara. El General Herrera, antes del combate final, logra cruzar el Arauca y huir hacia Colombia con 300 hombres; pero Olivo, que defiende la retaguardia, es acorralado contra el río en el Paso Real por las superiores fuerzas del General Joaquín Crespo, que ascendían a 2.000 efectivos. Decide entonces lanzarse al agua junto con 300 de sus hombres en medio del fuego enemigo. Todos perecen. El General Olivo no había cumplido aún los 41 años.

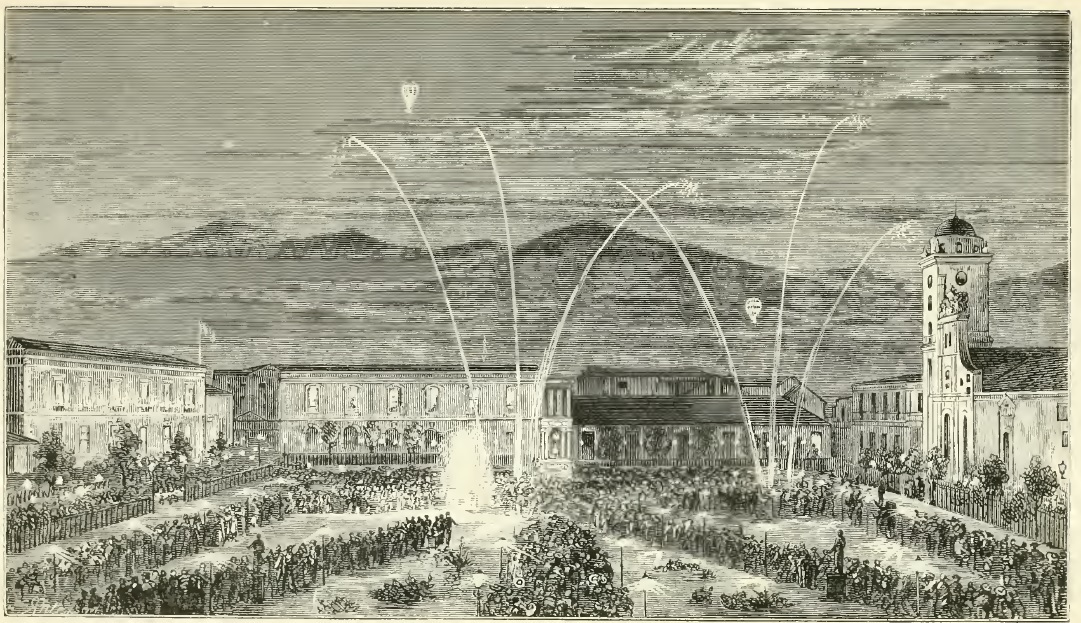
Celebraciones nocturnas en la Plaza Bolívar de Caracas tras la victoria de la Batalla de Apure

La victoria del ejército liberal en la Batalla de Apure fue celebrada mediante una apoteósica entrada de Guzmán Blanco en Caracas el 25 de febrero de 1872. Se levantó un arco triunfal en la plaza de San Pablo, diseñado por Ramon Bolet, en el que estaban representados los batallones del "gran ejército" gubernamental y los asaltos del Caño Guriapo y del Caño Amarillo. El resultado de la campaña supuso para Antonio Guzmán Blanco no sólo un triunfo militar, sino también político, pues le permitió consolidar su régimen, el cual marcaría la historia de Venezuela durante las siguientes dos décadas.

## Leyendas y opiniones sobre el "Chingo" Olivo
El general conservador Adolfo Antonio Olivo fue descrito por el historiador liberal González Guinán como un hombre "caballeroso y apuesto" capaz de actos nobles e incluso heroicos por parientes como Hermógenes López o amigos como Belouche, a pesar de militar estos en el ejército contrario. Pero, según el mismo historiador, el errado deseo de vengar a toda costa la muerte de su hermano había convertido "a un hombre verdaderamente bueno en un criminal". No se trata, probablemente, de una opinión neutral, pues González Guinán dedicó su obra como historiador a exaltar las virtudes del partido liberal y de su máximo prócer, Antonio Guzmán Blanco, amigo personal suyo y adversario político y militar de Olivo.
Otros autores, también de militancia liberal y más o menos contemporáneos de González Guinán, coinciden en destacar el carácter violento y despiadado de Adolfo Antonio Olivo, lo cual, sin embargo, posiblemente fuese un rasgo común a la mayor parte de los caudillos militares venezolanos durante la segunda mitad del siglo XIX y la primera parte del XX. La figura del "Chingo" Olivo se encuentra presente en poemas, coplas y canciones del Llano venezolano y del oriente del país.